# Outeiro (Montalegre)
Outeiro is een plaats (freguesia) in de Portugese gemeente Montalegre en telt 203 inwoners (2001).